# Буков (комуна)
Буков (рум. Bucov) — комуна у повіті Прахова в Румунії. До складу комуни входять такі села (дані про населення за 2002 рік):
- Буков (4539 осіб) — адміністративний центр комуни
- Бігілін (148 осіб)
- Валя-Орлей (154 особи)
- Кіцорань (1184 особи)
- Пляша (4423 особи)

Комуна розташована на відстані 59 км на північ від Бухареста, 5 км на північний схід від Плоєшті, 84 км на південний схід від Брашова.

## Населення
За даними перепису населення 2002 року у комуні проживали 10 448 осіб.
Національний склад населення комуни:
| Національність | Кількість осіб | Відсоток |
| -------------- | -------------- | -------- |
| румуни         | 9938           | 95,1%    |
| цигани         | 498            | 4,8%     |
| угорці         | 8              | 0,1%     |
| турки          | 1              | < 0,1%   |

Рідною мовою назвали:
| Мова      | Кількість осіб | Відсоток |
| --------- | -------------- | -------- |
| румунська | 10307          | 98,7%    |
| циганська | 137            | 1,3%     |
| угорська  | 3              | < 0,1%   |
| турецька  | 1              | < 0,1%   |

Склад населення комуни за віросповіданням:
| Релігія       | Кількість осіб | Відсоток |
| ------------- | -------------- | -------- |
| православні   | 10077          | 96,4%    |
| адвентисти    | 216            | 2,1%     |
| лютерани      | 51             | 0,5%     |
| бретрени      | 39             | 0,4%     |
| римо-католики | 33             | 0,3%     |
| п'ятдесятники | 18             | 0,2%     |
| не релігійні  | 3              | < 0,1%   |
| мусульмани    | 1              | < 0,1%   |
| атеїсти       | 1              | < 0,1%   |